# يحيى السماوي
يحيى عباس عبود السماوي شاعر عراقي. ولد عام 16 مارس 1949 في مدينة السماوة بالعراق. حاصل على بكالوريوس الأدب العربي من جامعة المستنصرية بالعراق عام 1974. اشتغل بالتدريس والصحافة والإعلام في كل من العراق والمملكة العربية السعودية، وهاجر إلى أستراليا عام 1997.

## دواوينه الشعرية
من دواوينه الشعريَّة:
1. عيناك دنيا 1970
2. قصائد في زمن السبي والبكاء 1971
3. قلبي على وطني 1992
4. من أغاني المشرد 1993
5. جرح باتساع الوطن 1994
6. الاختيار 1994
7. عيناك لي وطن ومنفى 1995
8. رباعيات 1996
9. هذه خيمتي.. فأين الوطن 1997.
10. أطبقت أجفاني عليك
11. الأفق نافذتي
12. زنابق برية
13. نقوش على جذع نخلة
14. قليلك... لا كثيرهن
15. البكاء على كتف الوطن
16. مسبحة من خرز الكلمات
17. شاهدة قبر من رخام الكلمات.
18. لماذا تأخرتِ دهرا؟
19. مناديل من حرير الكلمات
20. بعيدا ً عني.. قريبا ً منك
21. تعالي لأبحث فيك عني..
22. أطفئيني بنارك

## روابط أدبية
حصل على جائزة أبها الأولى لأفضل ديوان شعر لعام 1993. نشرت قصائده في العديد من الصحف والمجلات الأدبية العراقية والعربية والأسترالية والسنغافورية، وفي مجلة كلية الفنون والآداب / جامعة لويزيانا الأمريكية ومجلة جامعة سيدني الأسترالية، وترجمت له الشاعرة الأسترالية إيفا ساليس مختارات شعرية تحت عنوان "Two Banks With no Bridge”، صدرت ضمن منشورات “ Picaro” للنشر والتوزيع. كما ترجم له الدكتور صالح جواد الطعمة، هند أبو العينين، جواد وادي، الدكتور رغيد النحاس، د. عادل الزيدي، والشاعرة الجزائرية آسية السخيري، والشاعرة الأسترالية آن فيربرن، ود. بهجت عباس، وصباح محسن جاسم، جمال جلاصي وآخرون. كما ترجمت له منتخبات شعرية إلى الأسبانية والفرنسية والألمانية والفارسية.
شارك في العديد من المهرجانات الأدبية العربية والعالمية. وكتب عنه الكثير من النقاد العرب والأجانب. كما حظي شعره بعدد من البحوث والدراسات الجامعية، وهو مقيم في أستراليا حالياً. حاز ديوانه «قلبي على وطن «جائزة الملتقى العربي في أبها عام 1992 كما حاز ديوانه» هذه خيمتي.. فأين الوطن «جائزة الإبداع الشعري برعاية جامعة الدول العربية عام 1998 وعام 2008 حاز ديوانه» نقوش على جذع نخلة» جائزة البابطين لأفضل ديوان شعر وحاز جائزة دار المنهل للقصيدة العربية وجوائز أخرى منها درع ديوان العرب للعام 2007.

## عضويات
- عضو اتحاد الأدباء العراقي
- عضو اتحاد الكتاب والأدباء العرب
- عضو اتحاد الأدباء الأسترالي
- عضو رابطة قلم العالمية
- عضو رابطة شعراء العالم

## روابط خارجية
- يحيى السماوي على موقع بوابة الشعراء
- يحيى السماوي على موقع موسوعة الديوان الشعرية
- يحيى السماوي على موقع أرشيف الشارخ